# Hoodoo Mountain
Hoodoo Mountain är ett berg i Kanada.   Det ligger i provinsen British Columbia, i den västra delen av landet, 4 000 km väster om huvudstaden Ottawa. Toppen på Hoodoo Mountain är 1 850 meter över havet, eller 882 meter över den omgivande terrängen. Bredden vid basen är 6,1 km.
Terrängen runt Hoodoo Mountain är kuperad åt sydost, men åt nordväst är den bergig. Trakten runt Hoodoo Mountain är nära nog obefolkad, med mindre än två invånare per kvadratkilometer.. Det finns inga samhällen i närheten. 
Trakten runt Hoodoo Mountain är permanent täckt av is och snö.